# (148780) Altjira 1
(148780) Altjira 1 ist die um lediglich 10,1 % kleinere Komponente („Mond“) des Kuipergürtel-Asteroiden und Cubewanos (148780) Altjira. Sein geschätzter mittlerer Durchmesser beträgt 221 Kilometer. Daher kann dieses System auch als Doppelasteroidensystem verstanden werden.

## Entdeckung und Benennung
S/2007 (148780) 1 wurde am 6. August 2006 von einem Astronomenteam durch Untersuchungen von Bildern des Systems, die mit dem Hubble-Weltraumteleskop am 26. August 2006 gemacht wurden, entdeckt. Die Entdeckung wurde am 14. März 2007 bekanntgegeben; der Mond erhielt die vorläufige Bezeichnung (148780) Altjira 1.
Insgesamt wurde das System durch mehrere erdbasierte Teleskope beobachtet, insgesamt bisher 70 Mal innerhalb von 7 Jahren. (Stand Sept. 2017)

## Bahneigenschaften
S/2007 (148780) 1 umkreist Altjira auf einer retrograden, sehr elliptischen Umlaufbahn in einem mittleren Abstand von 9904 km zu dessen Zentrum (rund 80 Altjira- bzw. 90 (148780) Altjira 1-Radien). Die Bahnexzentrizität beträgt 0,3, die Bahn ist 35,2° gegenüber der Ekliptik geneigt.
S/2007 (148780) 1 umrundet den gemeinsamen Masseschwerpunkt mit Altjira in 139 Tagen, 13 Stunden und 28 Minuten, was rund 764,2 Umläufen in einem Altjira-Jahr (rund 292 Erdjahre) entspricht. Vom Orbit von S/2007 (148780) 1 wird angenommen, dass er stabil ist, denn er liegt weit innerhalb von Altjiras Hill-Radius von 550.000 km, jedoch auch weit außerhalb des synchronen Orbits. Eine doppelt gebundene Rotation ist aufgrund der weiten Umlaufbahn des Mondes daher auszuschließen.

## Physikalische Eigenschaften

### Größe
Nach aktuellen Daten hat (148780) Altjira 1 einen Durchmesser von 221 km (89,9 % des Zentralkörpers), beruhend auf Altjiras geschätzter Dichte von 0,3 g/cm3 sowie dem entsprechenden angenommenen gleichen Rückstrahlvermögen von 4 %.
Ausgehend von einem mittleren Durchmesser von 221 km ergibt sich eine Oberfläche von etwa 153.000 km2, was etwas unter der Fläche von Nepal liegt.
Bestimmungen des Durchmessers für(148780) Altjira 1
| Jahr | Abmessungen km      | Quelle         |
| ---- | ------------------- | -------------- |
| 2011 | 147,5               | Grundy u. a.   |
| 2012 | 171,9               | Vilenius u. a. |
| 2014 | 221,0 +034,0−0125,0 | Vilenius u. a. |

Die präziseste/aktuelle Bestimmung ist fett markiert.

### Innerer Aufbau
Die ungewöhnlich geringe mittlere Dichte von 0,3 g/cm3 ist ein Hinweis darauf, dass es sich nicht um einen kompakten Körper handelt, sondern dass das Objekt ein Rubble Pile sein dürfte, eine Ansammlung von Staub und Gesteinen, die von Hohlräumen durchsetzt ist.